# Fara San Martino
Fara San Martino este o comună din provincia Chieti, regiunea Abruzzo, Italia.
Populația comunei este de 1.623 de locuitori ( ).

## Demografie
Fara San Martino - evoluția demografică

|  | Graficele sunt indisponibile din cauza unor probleme tehnice. Mai multe informații se găsesc la Phabricator și la wiki-ul MediaWiki. |

Date: Recensăminte sau birourile de statistică - grafică realizată de Wikipedia